# Windows Phone 8
Windows Phone 8 — друге покоління операційної системи Windows Phone від Microsoft. Офіційний запуск відбувся 29 жовтня 2012. Система, як і її попередниця, використовує інтерфейс, раніше відомий як Metro UI.

## Опис
У Windows Phone 8 використовується нова архітектура Windows NT, яка використовується в настільних операційних системах Microsoft. Через зміну ядра пристрої під управлінням Windows Phone 7.x, побудованої на ядрі Windows CE, не можуть оновитися до Windows Phone 8. Нові додатки, створені для Windows Phone 8, не можуть запускатися на Windows Phone 7.x, однак додатки, написані для Windows Phone 7.x, працюють на Windows Phone 8, бувши автоматично перекомпільовані "в хмаринці".
Nokia підписала партнерську угоду з Microsoft 11 лютого 2011, що робить Windows Phone основною операційною системою Nokia. Також телефони на Windows Phone 8 випускають HTC, Samsung і Huawei.

## Пристрої
Нижче наведений список пристроїв, на яких встановлено Windows Phone 8:
- HTC Windows Phone 8S
- HTC Windows Phone 8X
- Huawei Ascend W1
- Microsoft Lumia 435
- Nokia Lumia 520
- Nokia Lumia 521 (T-Mobile)
- Nokia Lumia 525
- Nokia Lumia 530
- Microsoft Lumia 532
- Microsoft Lumia 535
- Nokia Lumia 620
- Nokia Lumia 625
- Nokia Lumia 630
- Nokia Lumia 720
- Nokia Lumia 730
- Nokia Lumia 735
- Nokia Lumia 810 (T-Mobile)
- Nokia Lumia 820
- Nokia Lumia 822 (Verizon)
- Nokia Lumia 830
- Nokia Lumia 920
- Nokia Lumia 920T (China Mobile)
- Nokia Lumia 925
- Nokia Lumia 928 (Verizon)
- Nokia Lumia 930
- Nokia Lumia 1020
- Nokia Lumia 1320
- Nokia Lumia 1520
- Nokia Lumia Icon
- Prestigio MultiPhone 8400
- Prestigio MultiPhone 8500
- Samsung Ativ S
- Samsung Ativ Odyssey